# Ruth De Jong
Ruth De Jong (San Bernardino, ...) è una scenografa statunitense, candidata al Premio Oscar alla miglior scenografia per Oppenheimer.

## Biografia
Ruth De Jong è nata a San Bernardino. Ha frequentato la Texas Christian University di Fort Worth, per poi iscriversi alla Pennsylvania Academy of the Fine Arts di Filadelfia. Ha debuttato come scenografa nel 2006 con i film I'm Reed Fish e Swedish Auto. Successivamente ha iniziato a collaborare con Paul Thomas Anderson e Terrence Malick. Nel 2018 è stata candidata al Premio Emmy per la miglior scenografa in una serie per Twin Peaks. Nel 2023 ha lavorato alla scenografia di Oppenheimer di Christopher Nolan, grazie al quale ha ricevuto la candidatura al Premio Oscar, al Premio BAFTA e al Critics' Choice Awards. Nel 2024 è stata chiamata ad unirsi all'Academy of Motion Picture Arts and Sciences.

## Filmografia

### Cinema
- I'm Reed Fish, regia di Zackary Adler (2006)
- Swedish Auto, regia di Derek Sieg (2006)
- Il petroliere (There Will Be Blood), regia di Paul Thomas Anderson (2007)
- Familiar Strangers, regia di Zackary Adler (2008)
- Come l'acqua per gli elefanti (Water for Elephants), regia di Francis Lawrence (2011)
- The Tree of Life, regia di Terrence Malick (2011)
- The Future, regia di Miranda July (2011)
- Dead Man's Burden, regia di Jared Moshe (2012)
- The Master, regia di Paul Thomas Anderson (2012)
- To the Wonder, regia di Terrence Malick (2012)
- Vizio di forma (Inherent Vice), regia di Paul Thomas Anderson (2014)
- Knight of Cups, regia di Terrence Malick (2015)
- Voyage of Time - Il cammino della vita (Voyage of Time), regia di Terrence Malick (2016)
- Manchester by the Sea, regia di Kenneth Lonergan (2016)
- Song to Song, regia di Terrence Malick (2017)
- Noi (Us), regia di Jordan Peele (2019)
- Nope, regia di Jordan Peele (2019)
- Oppenheimer, regia di Christopher Nolan (2023)

### Televisione
- Twin Peaks - serie TV, 18 episodi (2017)
- Yellowstone - serie TV, 9 episodi (2018)

### Cortometraggi
- The Locrian Mode, regia di Eric Lodal (2005)
- The Macabre World of Lavender Williams, regia di Nick Delgado (2009)
- This Must Be the Only Fantasy, regia di Todd Cole (2013)
- The Good Time Girls, regia di Courtney Hoffman (2017)

## Riconoscimenti
- Premio Oscar
  - 2024 - Candidatura alla miglior scenografia per Oppenheimer
- Premio Emmy
  - 2018 - Candidatura alla migliore scenografia per un serie contemporanea per Twin Peaks
- Premio BAFTA
  - 2024 - Candidatura alla miglior scenografia per Oppenheimer
- Critics' Choice Awards
  - 2024 - Candidatura alla miglior scenografia per Oppenheimer
- Saturn Award
  - 2019 - Candidatura alla miglior scenografia per Noi
  - 2024 - Candidatura alla miglior scenografia per Oppenheimer